# Elena Coletti
Elena Coletti (22 czerwca 1993 w Terni) – włoska wioślarka.

## Osiągnięcia
- Mistrzostwa Świata Juniorów – Brive-la-Gaillarde 2009 – dwójka podwójna – 6. miejsce[1].
- Mistrzostwa Świata Juniorów – Račice 2010 – dwójka podwójna – 2. miejsce[1].
- Igrzyska olimpijskie młodzieży – Singapur 2010 – dwójka bez sternika – 4. miejsce[1].
- Mistrzostwa Europy – Montemor-o-Velho 2010 – czwórka podwójna – 5. miejsce[1].